# Campionati europei di atletica leggera 2010 - 400 metri ostacoli maschili
La competizione si è svolta tra il 28 ed il 31 luglio 2010.

## Record
Prima di questa competizione, il record del mondo (RM), il record europeo (EU) ed il record dei campionati (RC) sono i seguenti:
| Record                | Prestazione | Atleta                       | Data                             | Competizione             |
| --------------------- | ----------- | ---------------------------- | -------------------------------- | ------------------------ |
| Record mondiale       | 46"78       | Kevin Young Stati Uniti      | 6 agosto 1992 Barcellona, Spagna | Olimpiadi 1992           |
| Record europeo        | 47"37       | Stéphane Diagana Francia     | 5 luglio 1995 Losanna, Svizzera  |                          |
| Record dei campionati | 47"48       | Harald Schmid Germania Ovest | 8 settembre 1982 Atene, Grecia   | Europei di atletica 1982 |

## Programma
| Data           | Ora   | Turno      |
| -------------- | ----- | ---------- |
| 28 luglio 2010 | 12:50 | 1º turno   |
| 29 luglio 2010 | 19:30 | Semifinali |
| 31 luglio 2010 | 20:10 | Finale     |

## Risultati

### 1º turno
Passano i primi 4 in ogni batteria (Q) e i 4 migliori tempi (q)

#### Batteria 1
| Pos. | Corsia | Nome                 | Nazionalità | Tempo | Note |
| ---- | ------ | -------------------- | ----------- | ----- | ---- |
| 1    | 4      | Aleksandr Derevyagin | Russia      | 50"14 | Q    |
| 2    | 6      | Fadil Bellaabouss    | Francia     | 50"32 | Q    |
| 3    | 8      | Nathan Woodward      | Regno Unito | 50"45 | Q    |
| 4    | 3      | Michal Uhlík         | Rep. Ceca   | 50"47 | q    |
| 5    | 5      | Ignacio Sarmiento    | Spagna      | 51"82 |      |
| 6    | 2      | Silvestras Guogis    | Lituania    | 53"38 |      |
| -    | 7      | Sotírios Iakovákis   | Grecia      |       | SQ   |

#### Batteria 2
| Pos. | Corsia | Nome               | Nazionalità | Tempo | Note |
| ---- | ------ | ------------------ | ----------- | ----- | ---- |
| 1    | 5      | Rhys Williams      | Regno Unito | 49"35 | Q    |
| 2    | 4      | Periklīs Iakōvakīs | Grecia      | 49"49 | Q,   |
| 3    | 3      | Josef Prorok       | Rep. Ceca   | 49"97 | Q,   |
| 4    | 7      | Attila Nagy        | Romania     | 50"31 | q,   |
| 5    | 6      | Stef Vanhaeren     | Belgio      | 50"71 | q,   |
| 6    | 2      | Tuncay Örs         | Turchia     | 51"41 |      |
| -    | 8      | Andreas Totsås     | Norvegia    |       | SQ   |

#### Batteria 3
| Pos. | Corsia | Nome                  | Nazionalità | Tempo | Note |
| ---- | ------ | --------------------- | ----------- | ----- | ---- |
| 1    | 6      | Stanislav Melnykov    | Ucraina     | 50"32 | Q    |
| 2    | 3      | Heni Kechi            | Francia     | 50"50 | Q    |
| 3    | 2      | Nils Duerinck         | Belgio      | 50"89 | Q    |
| 4    | 5      | Spirídon Papadópoulos | Grecia      | 51"25 |      |
| 5    | 4      | Diego Cabello         | Spagna      | 51"48 |      |
| 6    | 7      | João Ferreira         | Portogallo  | 52"27 |      |
| 7    | 8      | Aarne Nirk            | Estonia     | 52"75 |      |
| 8    | 1      | Björgvin Vikingsson   | Islanda     | 54"46 |      |

#### Batteria 4
| Pos. | Corsia | Nome               | Nazionalità | Tempo | Note |
| ---- | ------ | ------------------ | ----------- | ----- | ---- |
| 1    | 4      | David Greene       | Regno Unito | 50"11 | Q    |
| 2    | 5      | Michaël Bultheel   | Belgio      | 50"48 | Q    |
| 3    | 2      | Sébastien Maillard | Francia     | 50"73 | Q    |
| 4    | 6      | Giacomo Panizza    | Italia      | 51"11 | q    |
| 5    | 8      | Fausto Santini     | Svizzera    | 51"43 |      |
| 6    | 3      | Jussi Heikkilä     | Finlandia   | 52"46 |      |
| 7    | 7      | Rafal Omelko       | Polonia     | 52"54 |      |

#### Sommario
| Pos. | Batteria | Corsia | Nome                  | Nazionalità | Tempo | Note |
| ---- | -------- | ------ | --------------------- | ----------- | ----- | ---- |
| 1    | 2        | 5      | Rhys Williams         | Regno Unito | 49"35 | Q    |
| 2    | 2        | 4      | Periklīs Iakōvakīs    | Grecia      | 49"49 | Q,   |
| 3    | 2        | 3      | Josef Prorok          | Rep. Ceca   | 49"97 | Q,   |
| 4    | 4        | 4      | David Greene          | Regno Unito | 50"11 | Q    |
| 5    | 1        | 4      | Aleksandr Derevyagin  | Russia      | 50"14 | Q    |
| 6    | 2        | 7      | Attila Nagy           | Romania     | 50"31 | q,   |
| 7    | 1        | 6      | Fadil Bellaabouss     | Francia     | 50"32 | Q    |
| 7    | 3        | 6      | Stanislav Melnykov    | Ucraina     | 50"32 | Q    |
| 9    | 1        | 8      | Nathan Woodward       | Regno Unito | 50"45 | Q    |
| 10   | 1        | 3      | Michal Uhlík          | Rep. Ceca   | 50"47 | q    |
| 11   | 4        | 5      | Michaël Bultheel      | Belgio      | 50"48 | Q    |
| 12   | 3        | 3      | Heni Kechi            | Francia     | 50"50 | Q    |
| 13   | 2        | 6      | Stef Vanhaeren        | Belgio      | 50"71 | q,   |
| 14   | 4        | 2      | Sébastien Maillard    | Francia     | 50"73 | Q    |
| 15   | 3        | 2      | Nils Duerinck         | Belgio      | 50"89 | Q    |
| 16   | 4        | 6      | Giacomo Panizza       | Italia      | 51"11 | q    |
| 17   | 3        | 5      | Spirídon Papadópoulos | Grecia      | 51"25 |      |
| 18   | 2        | 2      | Tuncay Örs            | Turchia     | 51"41 |      |
| 19   | 4        | 8      | Fausto Santini        | Svizzera    | 51"43 |      |
| 20   | 3        | 4      | Diego Cabello         | Spagna      | 51"48 |      |
| 21   | 1        | 5      | Ignacio Sarmiento     | Spagna      | 51"82 |      |
| 22   | 3        | 7      | João Ferreira         | Portogallo  | 52"27 |      |
| 23   | 4        | 3      | Jussi Heikkilä        | Finlandia   | 52"46 |      |
| 24   | 4        | 7      | Rafal Omelko          | Polonia     | 52"54 |      |
| 25   | 3        | 8      | Aarne Nirk            | Estonia     | 52"75 |      |
| 26   | 1        | 2      | Silvestras Guogis     | Lituania    | 53"38 |      |
| 27   | 3        | 1      | Björgvin Vikingsson   | Islanda     | 54"46 |      |
| -    | 1        | 7      | Sotírios Iakovákis    | Grecia      |       | SQ   |
| -    | 2        | 8      | Andreas Totsås        | Norvegia    |       | SQ   |

### Semifinali
Sono ammessi in finale i primi 3 di ogni semifinale e i migliori 2 tempi.

#### Semifinale 1
| Pos. | Corsia | Nome                 | Paese       | Tempo | Note |
| ---- | ------ | -------------------- | ----------- | ----- | ---- |
| 1    | 3      | David Greene         | Regno Unito | 49"48 | Q    |
| 2    | 5      | Aleksandr Derevyagin | Russia      | 49"85 | Q,   |
| 3    | 6      | Fadil Bellaabouss    | Francia     | 50"09 | Q    |
| 4    | 7      | Nathan Woodward      | Regno Unito | 50"51 |      |
| 5    | 4      | Michaël Bultheel     | Belgio      | 50"60 |      |
| 6    | 2      | Stef Vanhaeren       | Belgio      | 50"86 |      |
| 7    | 1      | Michal Uhlík         | Rep. Ceca   | 51"06 |      |
| 8    | 8      | Sébastien Maillard   | Francia     | 51"26 |      |

#### Semifinale 2
| Pos. | Corsia | Nome               | Paese       | Tempo | Note |
| ---- | ------ | ------------------ | ----------- | ----- | ---- |
| 1    | 4      | Rhys Williams      | Regno Unito | 49"61 | Q    |
| 2    | 6      | Stanislav Melnykov | Ucraina     | 49"76 | Q    |
| 3    | 3      | Heni Kechi         | Francia     | 50"05 | Q    |
| 4    | 7      | Josef Prorok       | Rep. Ceca   | 50"13 | q    |
| 5    | 5      | Periklīs Iakōvakīs | Grecia      | 50"33 | q    |
| 6    | 8      | Nils Duerinck      | Belgio      | 50"46 |      |
| 7    | 1      | Giacomo Panizza    | Italia      | 51"46 |      |
| 8    | 2      | Attila Nagy        | Romania     | 51"98 |      |

#### Sommario
| Pos. | Batteria | Corsia | Nome                 | Paese       | Tempo | Note |
| ---- | -------- | ------ | -------------------- | ----------- | ----- | ---- |
| 1    | 1        | 3      | David Greene         | Regno Unito | 49"48 | Q    |
| 2    | 2        | 4      | Rhys Williams        | Regno Unito | 49"61 | Q    |
| 3    | 2        | 6      | Stanislav Melnykov   | Ucraina     | 49"76 | Q    |
| 4    | 1        | 5      | Aleksandr Derevyagin | Russia      | 49"85 | Q,   |
| 5    | 2        | 3      | Heni Kechi           | Francia     | 50"05 | Q    |
| 6    | 1        | 6      | Fadil Bellaabouss    | Francia     | 50"09 | Q    |
| 7    | 2        | 7      | Josef Prorok         | Rep. Ceca   | 50"13 | q    |
| 8    | 2        | 5      | Periklīs Iakōvakīs   | Grecia      | 50"33 | q    |
| 9    | 2        | 8      | Nils Duerinck        | Belgio      | 50"46 |      |
| 10   | 1        | 7      | Nathan Woodward      | Regno Unito | 50"51 |      |
| 11   | 1        | 4      | Michaël Bultheel     | Belgio      | 50"60 |      |
| 12   | 1        | 2      | Stef Vanhaeren       | Belgio      | 50"86 |      |
| 13   | 1        | 1      | Michal Uhlík         | Rep. Ceca   | 51"06 |      |
| 14   | 1        | 8      | Sébastien Maillard   | Francia     | 51"26 |      |
| 15   | 2        | 1      | Giacomo Panizza      | Italia      | 51"46 |      |
| 16   | 2        | 2      | Attila Nagy          | Romania     | 51"98 |      |